# Perfecto (álbum de Tamara)
Perfecto es el sexto álbum de estudio de la cantante Tamara.

## Sinopsis
El material discográfico contiene 13 temas, producidos por Jacobo Calderón y José Luis De La Peña

## Canciones del disco
| N.º | Título                                   | Escritor(es)                                                            | Duración |  |
| 1.  | «La ley de amarte»                       | William Paz, Rafael Vergara                                             | 3:54     |  |
| 2.  | «La culpa»                               | Antoine Essertier                                                       | 4:20     |  |
| 3.  | «Sobre tu piel»                          | Jorge Luis Piloto, Manuel López                                         | 4:15     |  |
| 4.  | «Si estas paredes hablasen»              | Erika Ender, América Angélica Jiménez                                   | 3:46     |  |
| 5.  | «Como»                                   | Roberto Livi, Kiko Cibrián                                              | 3:44     |  |
| 6.  | «Esa que vale un sueño»                  | Guillermo Marin                                                         | 3:51     |  |
| 7.  | «Nada sin tu amor» (con Cristian Castro) | José Abraham                                                            | 4:04     |  |
| 8.  | «Soñar contigo»                          | Javier Laguna, José Taboada, Antonio Mellado Escalona, Mari Paz Guillen | 4:30     |  |
| 9.  | «Querido amigo»                          | José Abraham                                                            | 4:27     |  |
| 10. | «Perfecto»                               | Marc Durandeau, Marivana Viscuso                                        | 4:27     |  |
| 11. | «Tanto le quería»                        | José Abraham                                                            | 3:52     |  |
| 12. | «Te quise bien»                          | Pino Daniele Gustavo Aguilar (adaptación en español)                    | 3:14     |  |
| 13. | «Y que le voy a hacer yo»                | Tamara, Rafael Rey                                                      | 3:32     |  |

## Créditos y personal
- Producer: Jacobo Calderón, José Luis De La Peña
- Ingeniero de grabación: Felipe Guevara, Juan González, Juan Guevara,  Vasek Frkal, Martin Roller, Fabio Massimo Colasati, Scott Canto
- Ingeniero de grabación y mezcla: Oscar Vinader
- Ingeniero de masterización: Roberto Maccagno
- Percusóon: Luis Dulzaides
- Guitarra: René Toledo
- Bajo: Alfredo Paixao
- Cuerdas: Bratislava Symphony Orchestra
- Batería y percusión: Israel Varela
- Trompeta: Manuel Machado
- Trombón: Ove Larsson
- Oboe: José Ramón García
- Tenor Sackbut, Alto Sackbut, Flute: Patxi Pascual
- Flugelhorn: Eduardo Sanz
- Harp: Miki Granados
- Piano: Jorge Villaescusa, Alfonso Pérez
- Coros: Arancha, Dany Reus